# Echtrop
Echtrop – dzielnica (Ortsteil) wiejskiej gminy Möhnesee w powiecie Soest, w kraju związkowym Nadrenia Północna-Westfalia, w rejencji Arnsberg.

## Demografia
Według spisu ludności z grudnia 2024 roku, w Echtrop mieszkało 363 mieszkańców, co stanowi 2,98% wszystkich mieszkańców Möhnesee. 181 mieszkańców to mężczyźni, a 182 to kobiety. Dla 363 mieszkańców Echtrop jest głównym miejscem zamieszkania, a dla 9 drugim miejscem zamieszkania.

## Geografia

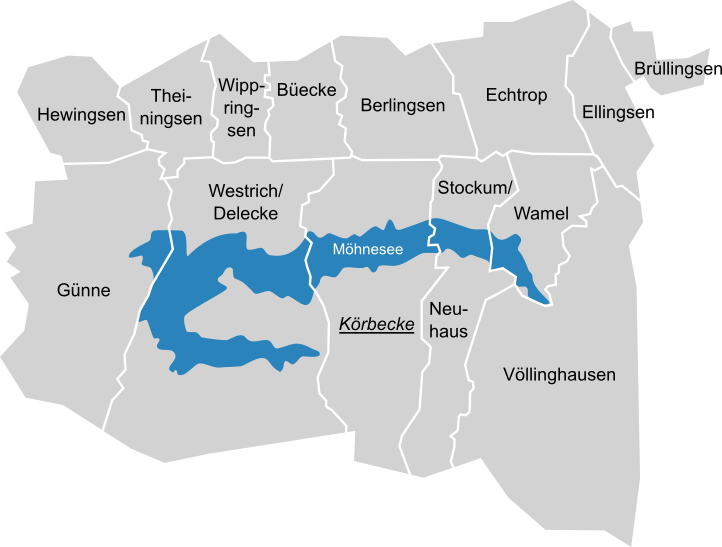
Podział administracyjny Möhnesee

Echtrop leży w północno-wschodniej części gminy Möhnesee i graniczy z czterema innymi dzielnicami: Ellingsen, Wamel, Stockum i Berlingsen.

## Etymologia
Nazwa dzielnicy oznacza "Osiedle przy dębach/przy dębie" (niem. Siedlung bei den Eichen/bei einer Eiche).

## Historia
Najstarsze wzmianki o Echtrop pochodzą z 1229 roku. Wtedy miejsce to nazywało się Ekdorp. W pierwszej połowie XIV wieku istnieją jeszcze wzmianki o miejscowości Echtrop, która leżała na obecnym terenie gminy Welver.
Według § 1 "Name, Bezeichnung, Gebiet" zawartego w "Hauptsatzung der Gemeinde Möhnesee, Kreis Soest" (Główne statuty gminy Möhnesee, powiat Soest) Echtrop jest, wraz z czternastoma innymi dzielnicami, od 1 lipca 1969 roku częścią gminy Möhnesee.

## Polityka
Od 1 listopada 2020 roku panią burmistrz (niem. Ortsvorsteher) Echtrop jest Dorothe Jäger, która jest członkiem partii CDU/CSU.